# Facultad de Arte y Diseño (UNaM)
La Facultad de Arte y Diseño (FAyD) es una de las seis unidades académicas que conforman la Universidad Nacional de Misiones. Tiene su sede en la ciudad de Oberá y cuenta con aproximadamente 1200 estudiantes, divididos en las siete carreras y los diferentes posgrados que brinda la misma. Fue fundada el 10 de mayo de 1985 y su actual decana es Ivonne Aquino.

## Historia

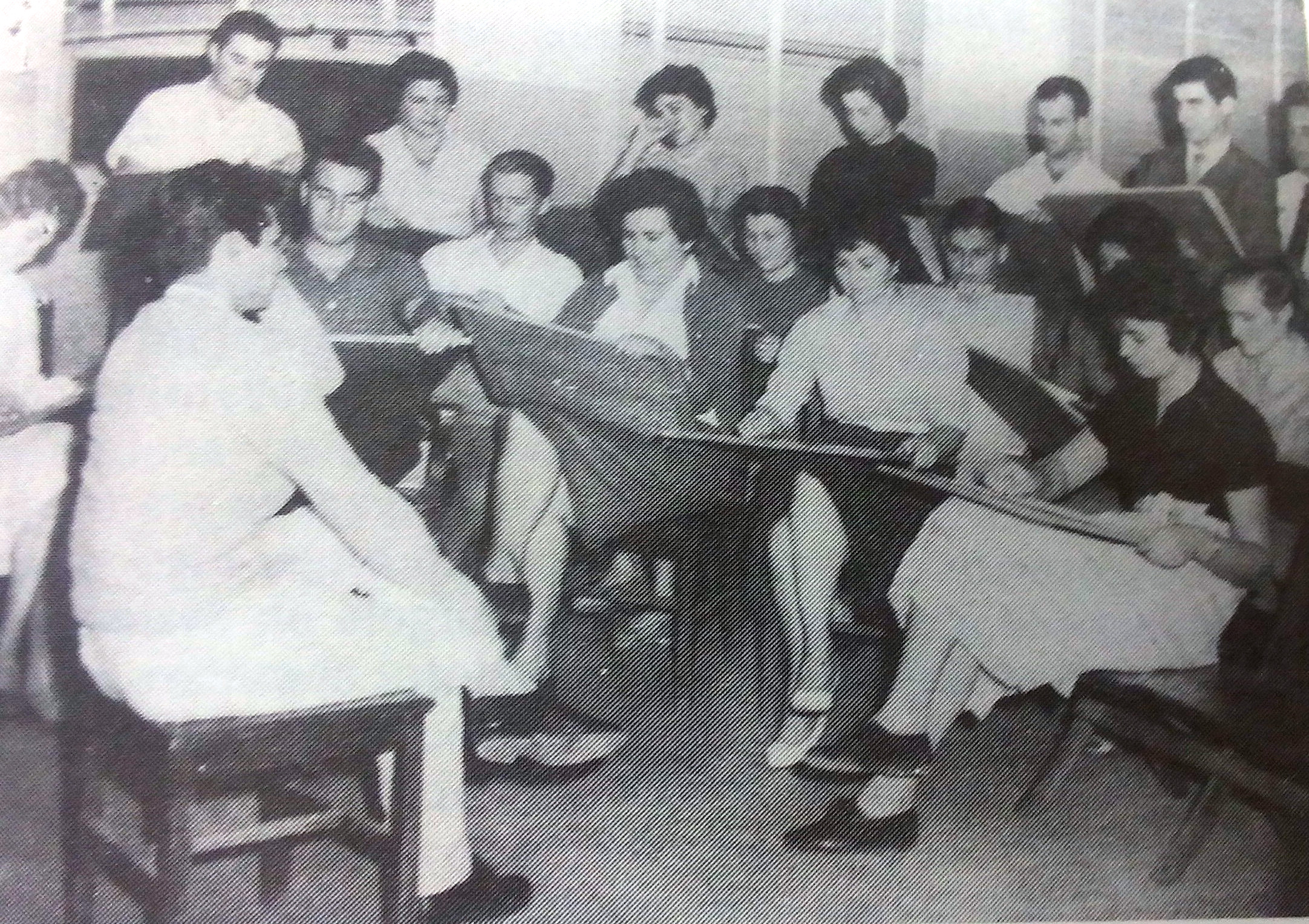
La Escuela de Artes de Oberá en 1962.

En 1962, es creada la Escuela de Artes de Oberá, un modesto establecimiento que enseñaba diferentes disciplinas estéticas. Funcionó sus primeros años en diferentes lugares precarios y prestados, entre los que se encontraba la Escuela n° 185. Su precursor fue Arturo Gastaldo, un artista misionero nacido en Posadas y radicado en Oberá, autor de famosas obras escultóricas, pictóricas y de artes anexos. En 1984, la Escuela de Artes es traslada a su actual ubicación, en la calle Carhué n.º 832.
El 10 de mayo de 1985, por medio de la Resolución N.º 1.183 del Ministerio de Educación y Justicia de la Nación se crea la Facultad de Artes en el ámbito de la Universidad Nacional de Misiones, con sede en Oberá. Su primer Decano fue Arturo Gastaldo.
Con el pasar de los años, la facultad fue ampliando la oferta de carreras. En 2012, se implementa  la Tecnicatura en Medios Audiovisuales y Fotografía, carrera creada en 1997 y en el 2017 reedita el Ciclo de Licenciatura en Música. Por otro lado, durante este año se integra al Programa de Expansión Territorial de la UNaM, con 2 propuestas: Tecnología Cerámica en la ciudad de Santa Ana y Técnico en Medios Audiovisuales y Fotografía en la ciudad de Puerto Iguazú.
En diciembre de 2013, es inaugurado el Museo Internacional de Arte y Diseño. El mismo es considerado, según el artista plástico Andrés Paredes, la mejor galería para exposiciones en toda la provincia de Misiones, debido a sus grandes proporciones.

## Carreras

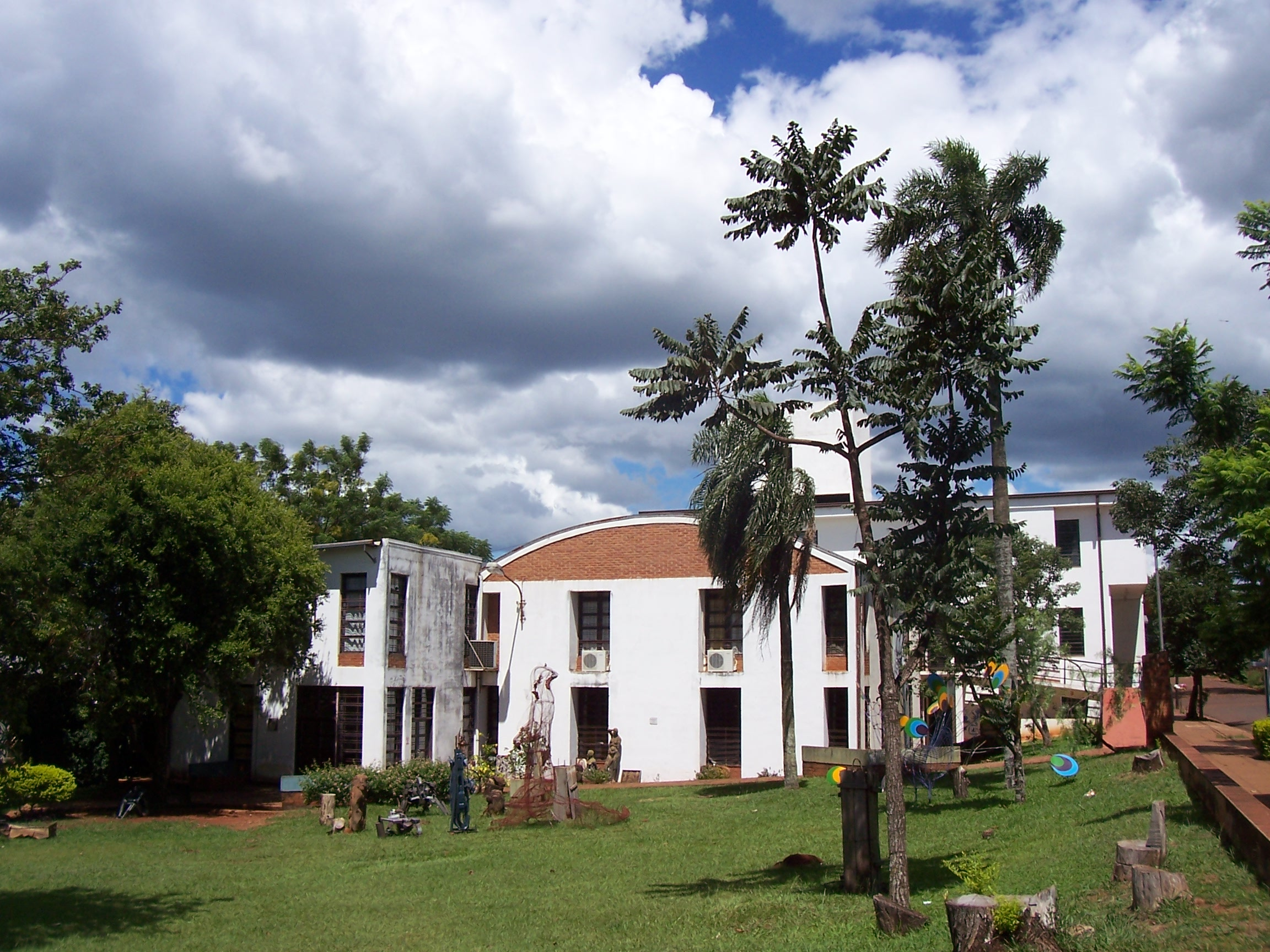
Vista de uno de los edificios de la FAyD.

La Facultad de Arte y Diseño ofrece actualmente siete carreras:
- Diseño Gráfico
- Diseño Industrial
- Licenciatura en Artes Plásticas
- Profesorado en Artes Plásticas
- Profesorado en Educación Tecnológica
- Tecnología Cerámica
- Técnico en Medios Audiovisuales y fotografía

### Posgrado
- Maestría en Culturas Guaraní-Jesuítica
- Maestría en Diseño
- Especialización en Culturas Guaraní-Jesuítica
- Especialización en Educación Tecnológica